# Инцидент с NOAA 42 в урагане Хьюго
Инцидент с NOAA 42 в урагане Хьюго — авиационный инцидент, произошедший в пятницу 15 сентября 1989 года в эпицентре урагана Хьюго. Самолёт погодной разведки Lockheed WP-3D Orion с позывными NOAA 42 (борт N42RF Национального управления океанических и атмосферных исследований (NOAA)) выполнял исследовательский полёт в центр урагана Хьюго второй-третьей категории, но столкнулся с ураганом пятой (высшей) категории. Помимо этого, при пролёте сквозь стену урагана у самолёта отказал двигатель №3 (правый внутренний), из-за чего самолёт потерял управление. Но экипаж сумел вернуть контроль над самолётом и выйти в спокойный глаз бури, после чего самолёт набрал высоту, а затем вышел из урагана Хьюго и вернулся на аэродром вылета. Никто из находившихся на его борту 16 человек (15 членов экипажа и 1 пассажир) не пострадал.

## Экипаж
Состав экипажа NOAA 42 был таким:
- Командир воздушного судна (КВС) — Лоуэлл Генцлингер (англ. Lowell Genzlinger).
- Второй пилот — Джерри Макким (англ. Gerry McKim).
- Штурман — Шон Уайт (англ. Sean White).
- Бортинженер — Стивен Уэйд (англ. Steven Wade).
- Бортрадист — Томас Нанн (англ. Thomas Nunn).
- Инженер-электронщик — Альфред Гольдштейн (англ. Alfred Goldstein)
- Инженер-электронщик — Терри Шрикер (англ. Terry Schricker).
- Специалист по радарам — Нил Рэйн (англ. Neil Rain).
- Старший метеоролог — Джеффри Мастерс (англ. Jeffrey Masters).
- Ведущий учёный — Фрэнк Маркс (англ. Frank Marks).
- Специалист по РЛС — Питер Додж (англ. Peter Dodge).
- Специалист по РЛС — Роберт Барпи (англ. Robert Burpee).
- Воздушно-морской учёный — Питер Г. Блэк (англ. Peter G. Black).
- Специалист по сбрасываемым зондам — Хью Уиллоби (англ. Hugh Willoughby).
- Наблюдатель — Джеймс Макфадден (англ. James McFadden).

Также на борту самолёта находилась пассажирка — репортёр Джанис Гриффит (англ. Janice Griffith) из газеты «Barbados Sun».

## Хронология событий

### Полёт к урагану

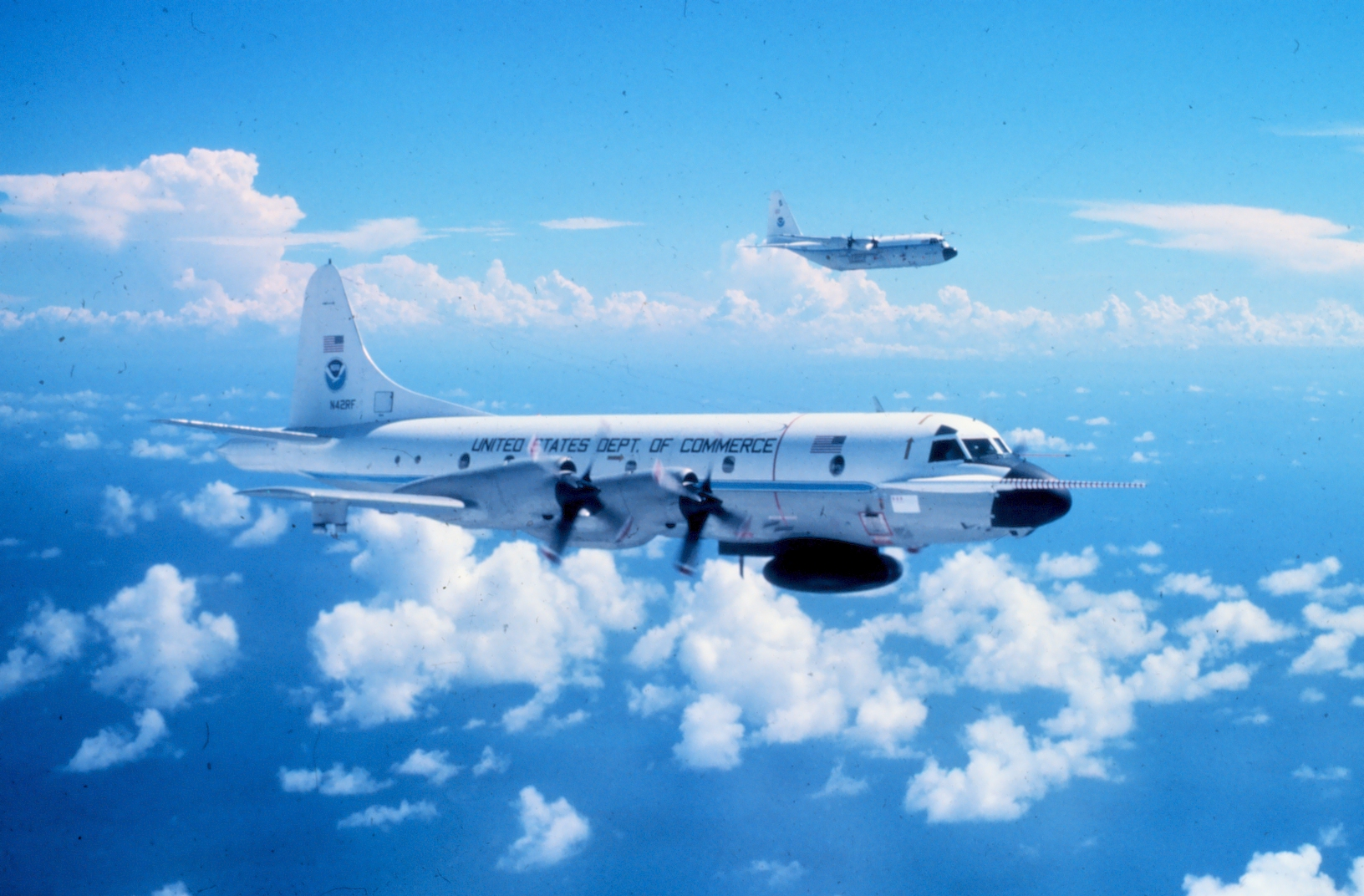
N42RF (NOAA 42) в полёте

Lockheed WP-3D Orion борт N42RF (NOAA 42) Kermit (в честь лягушонка Кермита, сами экипажи называли самолёт Принцесса) выполнял исследовательский полёт по изучению урагана Хьюго, а на его борту находились более полусотни различных навигационных и научных приборов, включая три РЛС и три компьютера. Ураган Хьюго сформировался 10 сентября у западного побережья Африки и теперь двигался на запад в сторону Карибских островов и Восточного побережья США, а по шкале ураганов он был примерно второй-третьей категории. Согласно плану, были задействованы оба Lockheed WP-3D Orion: борт N43RF должен был находиться на периметре урагана и исследовать среду вокруг него, тогда как борт N42RF должен был проникнуть прямо в «сердце» (глаз) урагана. При этом проникновение в ураган должно было выполняться на высоте 460 метров. В 15:55 экипаж запустил двигатели, и в 16:13:30 NOAA 42 вылетел из аэропорта Грэнтли Адамс в Барбадосе.
В 16:23 самолёт занял высоту полёта 2900 метров, а метеорологи вскоре увидели изображение урагана на своих локаторах. Далее экипаж лёг на курс 070° и начал готовиться к снижению, когда в 16:30 экран нижнего метеолокатора вдруг погас, а следом инженер-электронщик Гольдштейн сообщил об отказе нижней РЛС. Инженеры-электронщики Гольдштейн и Шрикер начали ремонтировать нижний метеолокатор, при этом им пришлось также вытащить и платы задней доплеровской РЛС. В строю оставалась только передняя РЛС, но её радиус действия был относительно небольшим. В таких условиях полёт сквозь ураган производить было нельзя, из-за чего экипаж оказался вынужден кружить близ Хьюго, ожидая завершения ремонта. Метеорологи же тем временем смогли рассмотреть ураган более внимательно. Это был мощный циклон около 643 километров в диаметре, с выраженной симметрией и двумя ветвями, а в его центре находился глаз диаметром 19 километров. По оценке, сделанной в то утро, скорость ветров в урагане достигала 240 км/ч, а давление в центре составляло 950 мбар, что соответствовало урагану третьей категории. Но теперь на экране доплеровского радара метеорологи наблюдали вокруг глаза плотное кольцо ярко-оранжевого и красного цветов, что свидетельствовало об очень мощном циклоне. Команда метеорологов на самолёте оценила Хьюго по силе примерно как ураган Габриэль, который был за неделю до этого, то есть четвёртой категории.
В 16:55 нижняя РЛС вновь заработала. Далее метеорологи обсудили с командиром Генцлингером вопрос о высоте вхождения в ураган. КВС намеревался снизиться только до 1500 метров, но учёные сумели убедить его, что высота 460 метров не будет столь опасной, так как вхождение в ураган Габриэль четвёртой категории выполнялось на такой же высоте и прошло нормально. Но если турбулентность будет чрезвычайно сильной, то тогда всё же надо будет подняться до 1500 метров. В 17:01 самолёт опустил нос и начал снижение с вертикальной скоростью 300 м/мин по направлению на тёмную стену облаков, а в 17:05 занял высоту 460 метров. Скорость ветра в конце снижения составляла 74—92 км/ч, а на высоте 460 метров достигла 157 км/ч, при этом быстро потемнело. Затем через пару минут турбулентность прекратилась и стало светлее, так как самолёт вышел из спирали урагана. Метеолокатор показывал наличие вокруг «глаза» зоны в виде ярко-красного кольца, а до неё также имелись ярко-оранжевые и красные области. Старший метеоролог Мастерс едва не дал указание подниматься до 1524 метров, но через три минуты увидел, что скорость ветра достигает всего 111 км/ч, а потому окончательно принял решение пробиваться в центр урагана на высоте 460 метров. Впоследствии Мастерс назовёт своё решение «глупой ошибкой».

### Сквозь ураган

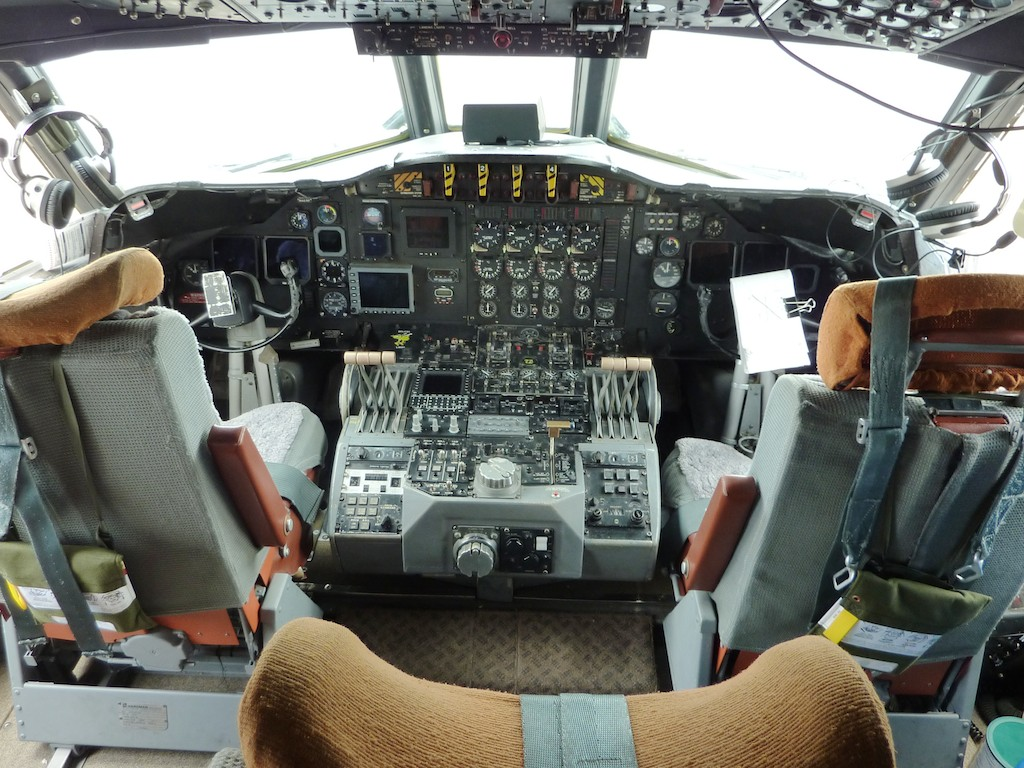
Кабина пилотов NOAA 42

После небольшой «передышки» NOAA 42 влетел в стену облаков вокруг глаза. День превратился в ночь, турбулентность выросла, давление упало. Летящий сквозь мощный дождь самолёт начало швырять из стороны в сторону, а законцовки его крыльев колебались с размахом до нескольких метров. Скорость ветра достигла 250 км/ч, а давление 960 мбар, что соответствует урагану четвёртой категории. Если первые две трети пути к центру урагана прошли ещё относительно нормально, то оставшийся путь командир позже описал как «словно ад вырвался на свободу». Так как турбулентность продолжала усиливаться, то было принято запоздалое решение подняться до высоты 1524 метра. Однако турбулентность уже настолько велика, что командир не смог в одиночку удержать самолёт, поэтому ему на выручку пришёл второй пилот, и они оба перевели двигатели на полную мощность. Однако даже вдвоём пилоты не смогли пересилить ураган и сосредоточились на том, чтобы сохранить высоту и, удерживая правильный курс, долететь до центра урагана. Через минуту с небольшим скорость ветра достигла 287 км/ч и продолжила расти, а давление упало до 950 мбар и также продолжает снижаться, то есть ураган Хьюго на самом деле уже почти пятой категории.
В 17:27:34, по данным бортовых самописцев, при курсе 014° был зафиксирован максимальный боковой ветер — 324 км/ч. Через 5 секунд, следуя уже по курсу 27° на действительной высоте 405 метров, самолёт попал в нисходящий воздушный поток, скорость которого достигает 35 км/ч, а в 17:27:56 его сменяет уже восходящий воздушный поток со скоростью 38 км/ч. Метеорологи на борту при этом зафиксировали постоянные ветра со скоростью 343 км/ч, в порывах 363 км/ч, давление 930 мбар. Ураган Хьюго достиг своей кульминации, став ураганом пятой, наивысшей категории. NOAA 42 впервые столкнулся со столь мощным циклоном и только прочная конструкция не давала ему развалиться.
Опустив нос под углом 13°, самолёт в 17:28 перешёл в снижение и достиг скорости 535 км/ч, а в 17:28:14 на высоте 277 метров начал входить в правый крен. Постепенно стало светлеть, что свидетельствовало о близости к глазу, однако затем резко потемнело, после чего возник удар, приведший к трёхкратной перегрузке, а следом ещё один, при этом различное оборудование сорвалось со своих креплений и валялось по салону. Третий удар уже с шестикратной перегрузкой сотряс весь самолёт. Одновременно с этим в кабине экипаж увидел по приборам, что в двигателе №3 (правый внутренний) пожар, а в салоне через иллюминаторы видно, как из двигателя появился факел пламени длиной около 9 метров. Позже было установлено, что температура в двигателе достигала 1260 °C. Тогда в 17:28:30 двигатель отключают. Экипаж почти не контролировал свой самолёт, который начал быстро входить в правый крен. Затем примерно в 17:29 турбулентность резко прекратилась — на высоте 270 метров над водой и в крутом правом крене NOAA 42 наконец достиг спокойного эпицентра урагана Хьюго.

### В эпицентре бури

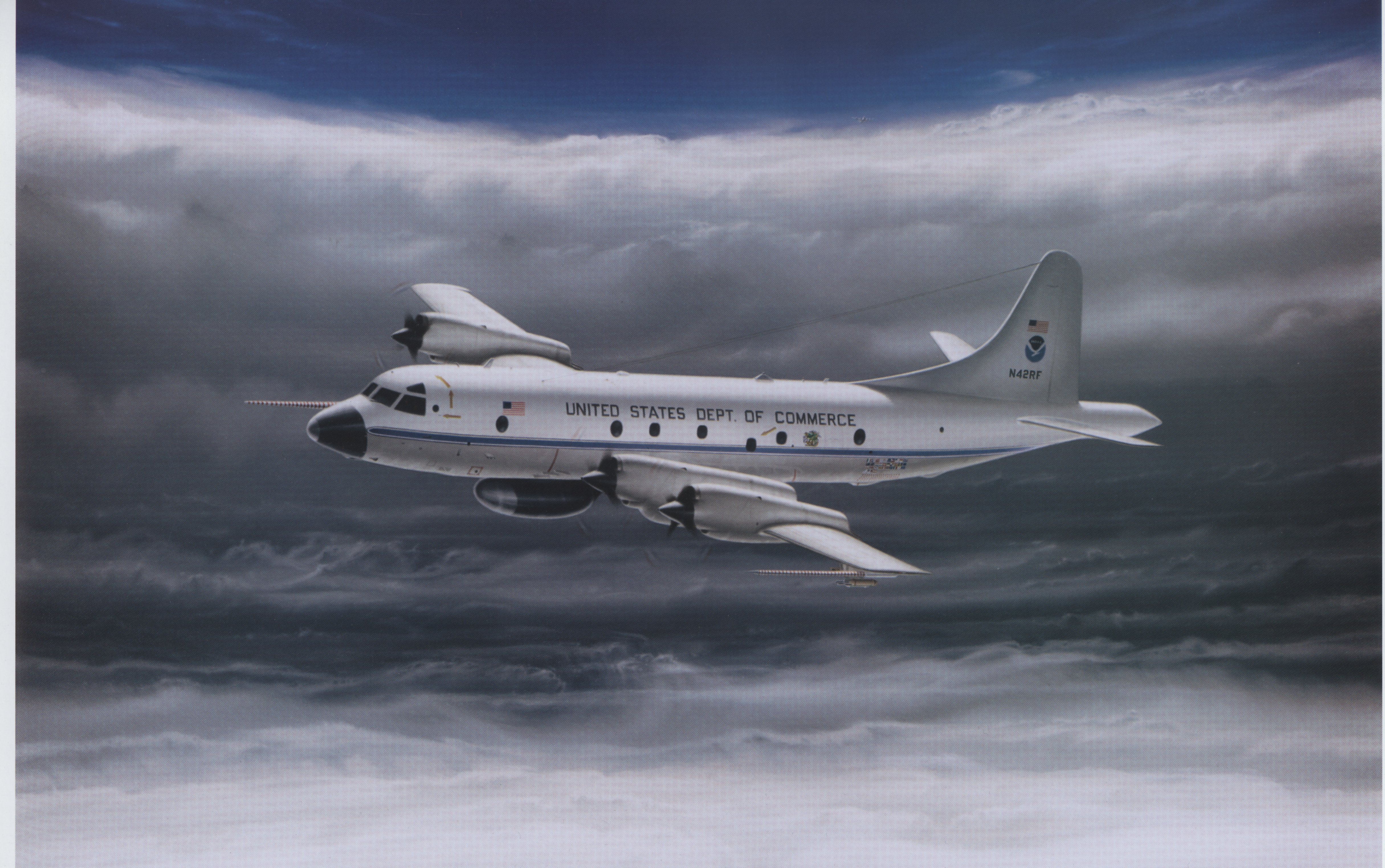
NOAA 42 в эпицентре урагана Хьюго

Выйдя из облаков, пилоты сразу предупредили по салону, что у самолёта отказал двигатель №3, а на двигателе №4 (правый крайний) наблюдается что-то, похожее на кусок ткани длиной около 2 метров. Самолет всё ещё был в правом крене и летел не в центр урагана, а правее. Пилоты тогда выполнили доворот влево, промчавшись в опасной близости от облаков, после чего самолёт начал кружить внутри глаза урагана, постепенно набирая высоту. Командир по внутренней связи поинтересовался, как ситуация в салоне, на что ему ответили, что никто серьёзно не пострадал, но в салоне беспорядок, так как разбросало вещи и предметы. Также люди в салоне пытались определить опасность для оставшегося работающего правого двигателя, ведь на двух двигателях тяжёлый самолёт не мог набрать высоту и выйти из урагана. Экипаж NOAA 43 попытался вызвать NOAA 42, на что ему ответили: Дэйв, мы не можем говорить сейчас. У нас тут на борту серьёзная чрезвычайной ситуация: мы в глазе только на трёх двигателях и ещё один повреждён. Готовимся сливать топливо. Тогда с NOAA 43 ответили, что попытаются достичь глаза для помощи, а также предупредят военный C-130, который ближе к эпицентру. На это с NOAA 42 ответили: Спасибо, Дэйв. Мы сейчас будем сливать топливо, так что на ближайшие 15 минут это наш последний сеанс связи. Мы сами вызовем, когда закончим. Пожалуйста, сообщите в Майами о нашей ситуации. Четыре два, конец связи.

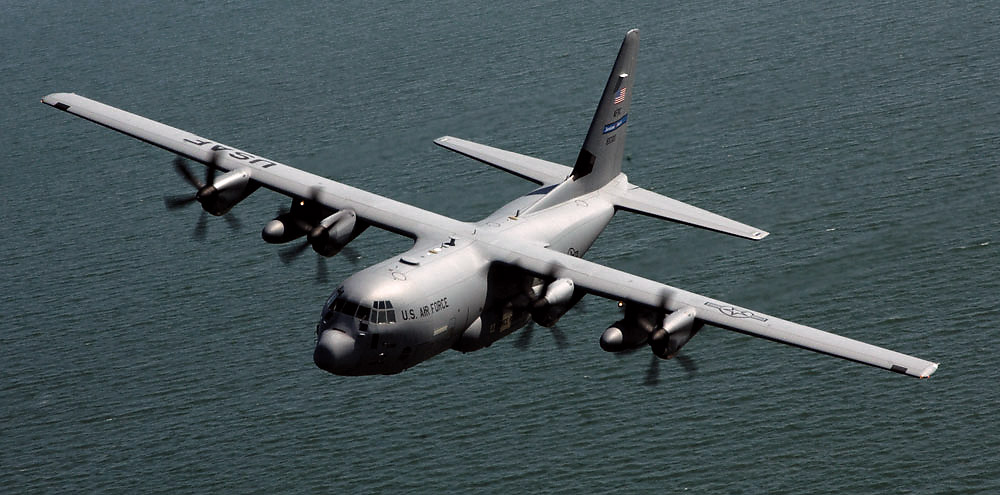
Разведывательный С-130

Стрелка датчика температуры двигателя №4 находилась в красной зоне, поэтому экипаж оправданно волновался, как бы не произошло его отказа. Чтобы быстрее набрать высоту, было принято решение снизить вес самолёта. Так как на борту находилось 22 769 килограммов авиатоплива, то экипаж решил слить 6803 килограмма из них, при этом отключив всю электронику на борту, чтобы исключить опасность возникновения искры, которая могла зажечь вытекающее топливо. Ещё с самолёта сбросили все 22 автономных зонда с батитермографами общим весом около 300 килограммов. Отключив все приборы в салоне, пассажиры стали повторно закреплять слетевшие предметы. Когда необходимый объём топлива был слит, экипаж вновь включил навигационное оборудование, и сразу с ними связался разведывательный C-130 (позывной — TEAL 57). Его экипаж сообщил, что он в курсе проблем метеосамолёта и попробует пройти в ураган с западной стороны на высоте около 3 километров. В ответ с NOAA 42 запросили, чтобы военный самолёт после входа в глаз снизился и осмотрел их четвёртый двигатель на предмет повреждений. Через пять минут с TEAL 57 сообщили о входе в глаз урагана и запросили у NOAA 42 их местонахождение. Маневрируя в центре урагана высшей категории, оба самолёта сблизились до расстояния около 300 метров. Затем с TEAL 57 передали: NOAA 42, нам хорошо видно вашу верхнюю сторону, в том числе и четвёртый двигатель. Никаких видимых повреждений не наблюдаем, разве что вроде как на четвёртом двигателе выбит и висит противообледенительный башмак. Если хотите, мы сделаем ещё один заход, но уже под вас, чтобы осмотреть нижнюю часть вашего самолёта. Ответ был утвердительным. Через несколько минут «Геркулес» находился уже под «Орионом», после чего с него сообщили: NOAA 42, на этот раз мы не видим никаких повреждений. Мы попробуем выйти из глаза через его восточную стену и проверим, насколько это сложно для вас. Будем предпринимать попытки, пока не найдём безопасный для вас маршрут. На это им ответили: Понял, TEAL 57, огромное спасибо.

### Возвращение

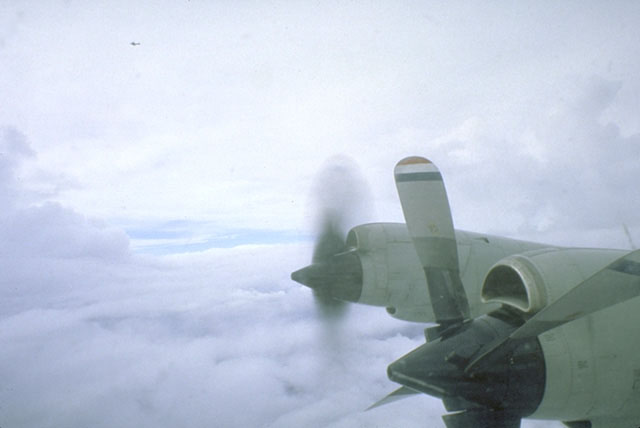
NOAA 42 на выходе из урагана. На переднем плане зафлюгированный винт двигателя №3

Кружа внутри урагана, NOAA 42 поднялся до высоты 2133 метра, так как при полёте на трёх двигателях дальнейший набор высоты мог привести к перегреву двигателей и их отказу. Затем с ними связался Дэвид «Дэйв» Тёрнер (англ. David «Dave» Turner) — командир экипажа NOAA 43, который передал, что они вошли в глаз урагана на высоте 4600 метров с западной стороны и теперь видят NOAA 42, а также то, что выход из урагана на высоте 4572 метра не будет сложным. На это с NOAA 42 ответили, что они пока опасаются подниматься выше 2133 метров и что военный самолёт уже подбирает для них относительно безопасный выход на этой высоте. Тогда с NOAA 43 передали, что будут наблюдать за ситуацией, оставаясь при этом на 4572 метрах. Через несколько минут с TEAL 57 передали, что выход через южную стену небезопасен, как и через восточную. Ещё через несколько минут с военного самолёта передали, что выход через северо-восточную стену относительно безопасен. Данные на экране радиолокатора также свидетельствовали, что на северо-востоке от глаза Хьюго имеется некоторое ослабление ветров. Командир подтвердил получение информации и сообщил экипажу TEAL 57, что будет пробиваться через ураган следом за ними.
В 18:25, следуя по курсу 060° на высоте 2200 метров и с тремя двигателями из четырёх, NOAA 42 вошёл в северо-восточную стену урагана. Управлял самолётом второй пилот. Самолёт тут же попал в мощный дождь, скорость ветров достигала 314 км/ч, а в порывах и все 351 км/ч. Двигатели ревели, так как экипаж боролся с восходящим воздушным потоком. Но в отличие от входа в ураган, сильных ударов в этот раз не последовало, а через полминуты скорость ветров упала до 277 км/ч и турбулентность снизилась. Метеолокаторы теперь показывали вокруг только жёлтые и зелёные зоны. Ещё через полминуты-минуту турбулентность почти прекратилась, а затем показалось солнце. Через час после начала развития катастрофической ситуации самолёт наконец выбрался из урагана. С военного самолёта спросили, нужна ли какая ещё дополнительная помощь, но ответ был отрицательным. В 18:43 NOAA 42 поднялся до высоты 3200 метров и направился к Барбадосу, где благополучно приземлился в 20:21:30.
Через месяц после проведения обследования и ремонта двигателя №3 самолёт вернулся во Флориду.
Вскоре ураган Хьюго обрушился на Карибский бассейн, а затем и Восточное побережье. Хотя к тому времени он ослаб до четвёртой категории, его жертвами стали более сотни человек, а общий ущерб составил $ 9 000 000 000, что на тот момент делало его самым разрушительным ураганом.

## Причины инцидента
Как было установлено, хотя нижний метеолокатор и работал, а его радиус действия позволял видеть значительную часть урагана, но монитор этого радара был чёрно-белым, то есть в данной ситуации бесполезным, так как по нему нельзя было определить цвет отдельных зон. Передняя РЛС в свою очередь имела цветной монитор, но тут уже радиус действия был достаточно мал. Из-за этого экипаж на NOAA 42 не мог определить правильно силу урагана, а потому вхождение в Хьюго произошло на высоте всего 457 метров, да ещё и по самому опасному маршруту.
Причиной же пожара двигателя стал отказ топливного датчика, из-за чего в двигателе возник переизбыток топлива, которое затем воспламенилось. Как показали проверки военных Lockheed P-3 Orion, это был распространённый недостаток данных самолётов. То, что пожар двигателя произошёл именно во время опасного полёта сквозь ураган, оказалось просто роковой случайностью. Хотя в защиту конструкции самолёта стоит отметить его высокую прочность, так как при пролёте через ураган пятой категории с пяти- и даже шестикратными перегрузками структурная целостность не была нарушена.

## Дальнейшая судьба самолёта

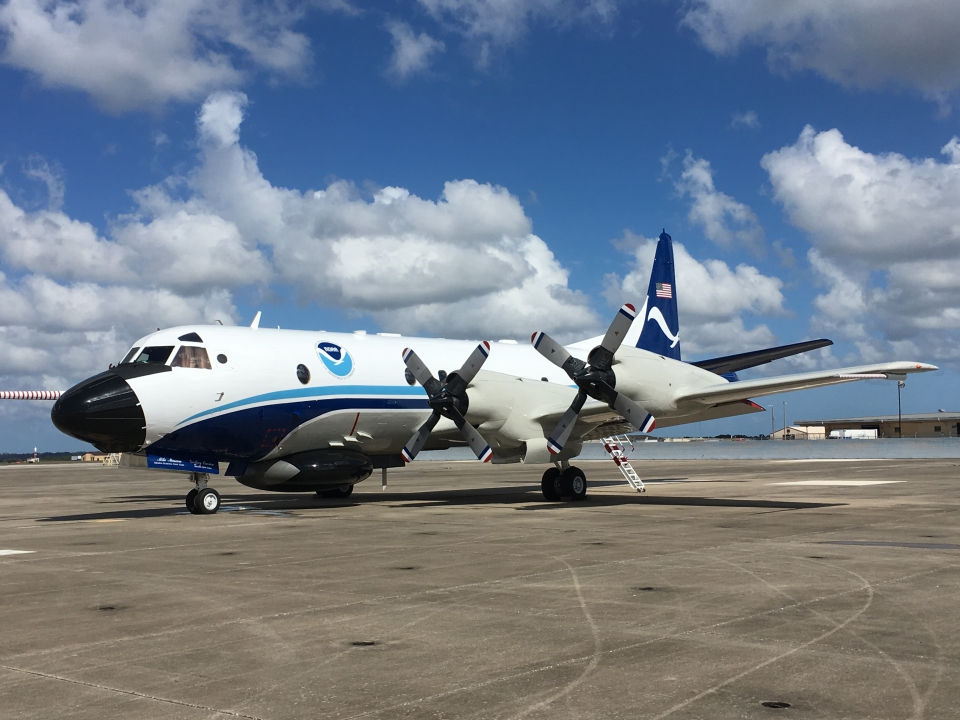
NOAA 42 в 2016 году

Борт N42RF после инцидента был отремонтирован и по сей день совершает исследовательские полёты в центры ураганов.

## Культурные аспекты
Инцидент с NOAA 42 показан в 13 сезоне канадского документального телесериала Расследования авиакатастроф в эпизоде В эпицентре бури.